# جزيرة روز
جزِيرة رُوز (بالأَلمانِيَّة: Roseninsel) هِي جزِيرة طَبيعيّة أَلمانِيَّة. تقع جزِيرة رُوز فِي بُحيرة شَتارنبِيرغير فِي بَلدَة شَتارنبِيرغير زيه فِي مِنطَقَة شَتارنبِيرغ التَّابِعة لمُحافظة باڤارِيا العُليَا فِي وِلاَية باڤارِيا فِي جُمهُوريَّة أَلمَانيَا الاِتّحاديّة بمِساحة تُقدَّر بحَوالَي 25 كم². وهِي الجزِيرة الوحِيدة فِي بُحيرة شَتارنبِيرغير؛ ولايسُكُّنَّها سِوى البُستانِي الشَّخص الوحِيد فِي الجزِيرة.

## اُنظُر أيضاً
- جزِيرة.
- بُحيرة جَليدِيّة.

## صُوّر

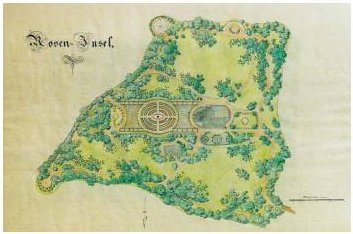
خَرِيطة الجزِيرَة لِلَيَّنَه (حوالِيَّ 1850).
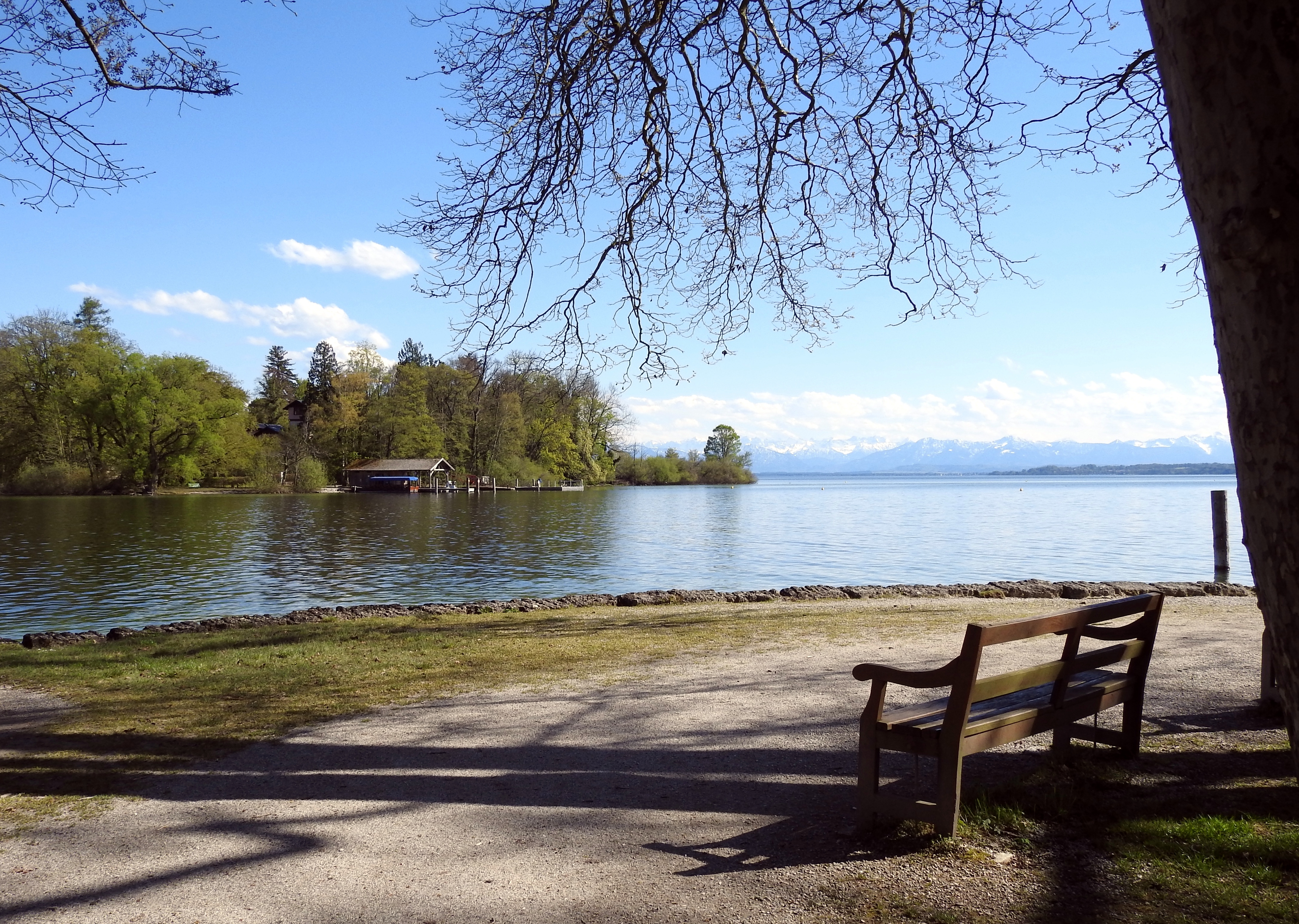
مَنظر الجزِيرة مِن اليابِسة.
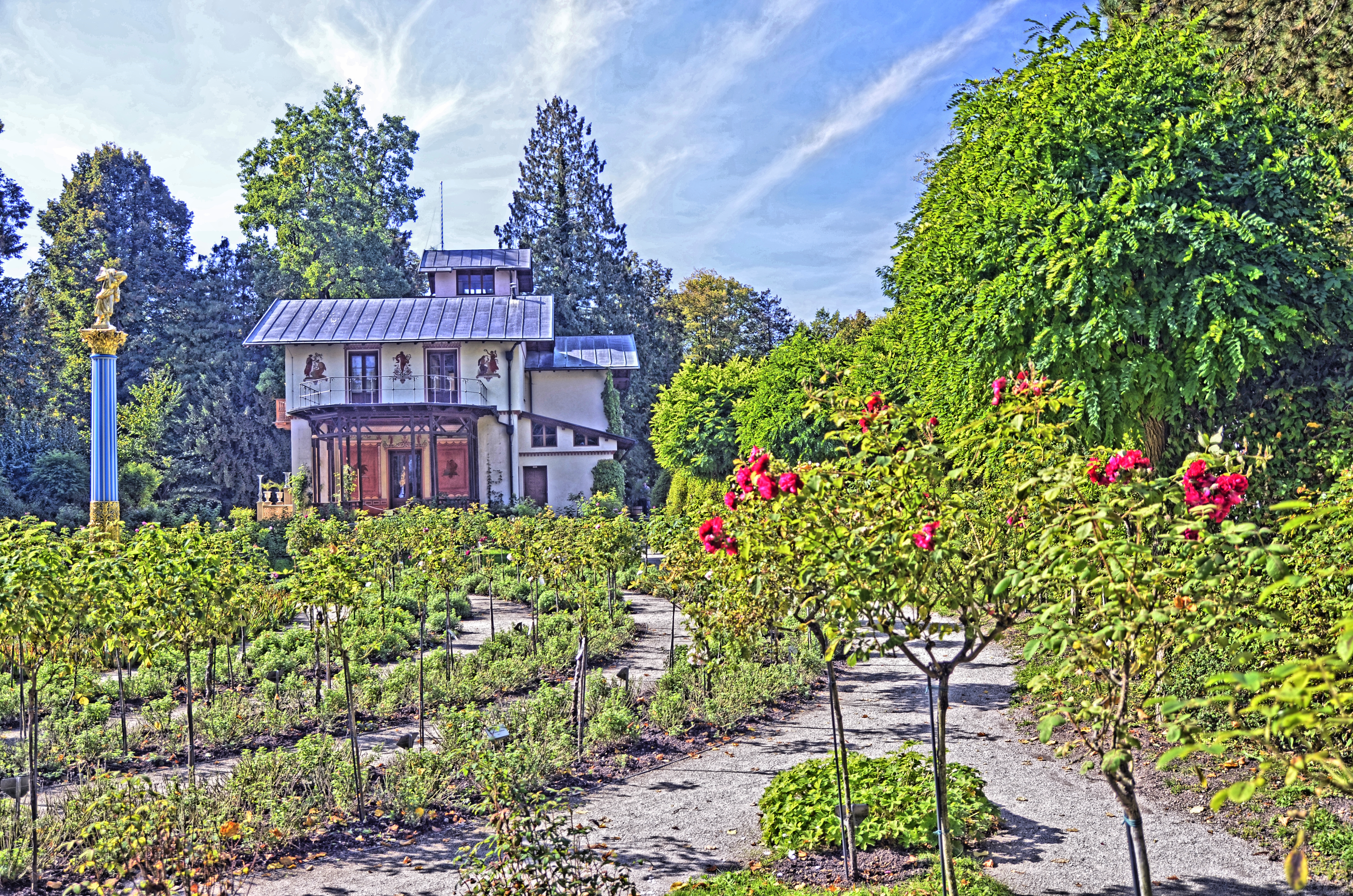
حَديقَةُ الْوُرُودِ.
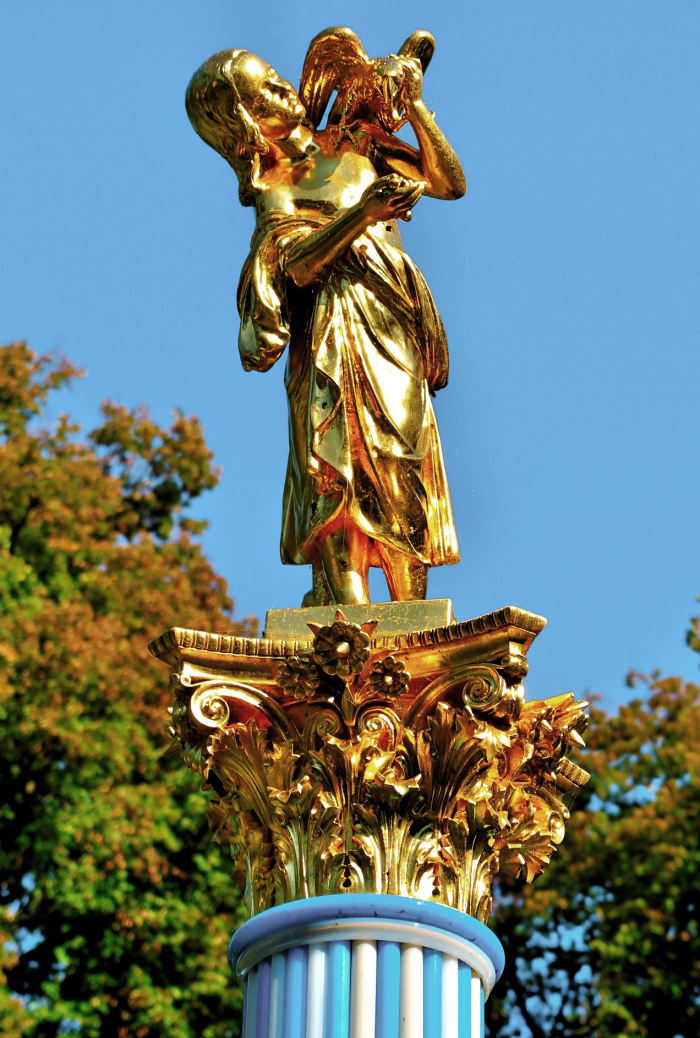

## مَراجع
1. ↑  "معلومات عن جزيرة روز على موقع viaf.org". viaf.org. مؤرشف من الأصل في 2021-03-24.
2. ↑  "معلومات عن جزيرة روز على موقع geonames.org". geonames.org. مؤرشف من الأصل في 2020-10-21.
3. ↑  "معلومات عن جزيرة روز على موقع whc.unesco.org". whc.unesco.org. مؤرشف من الأصل في 2020-10-21.